# Lawe Sigala Barat Jaya
Lawe Sigala Barat Jaya is een bestuurslaag in het regentschap Aceh Tenggara van de provincie Atjeh, Indonesië. Lawe Sigala Barat Jaya telt 754 inwoners (volkstelling 2010).